# 欧蒂姆 (索恩-卢瓦尔省)
欧蒂姆（法語：Authumes，法語發音：[otym]）是法国索恩-卢瓦尔省的一个市镇，属于卢昂区。

## 地理
欧蒂姆（46°53'23"N, 5°18'10"E）面积12.88 平方千米，位于法国勃艮第-弗朗什-孔泰大區索恩-卢瓦尔省，该省份为法国中部省份，北起顺时针与科多尔省、汝拉省、安省、罗讷省、卢瓦尔省、阿列省和涅夫勒省接壤。
与欧蒂姆接壤的市镇（或旧市镇、城区）包括：弗雷特朗、纳布朗阿贝尔热芒、拉沙佩勒圣索沃尔、布雷斯地区穆捷、皮埃尔德布雷斯、托尔普。

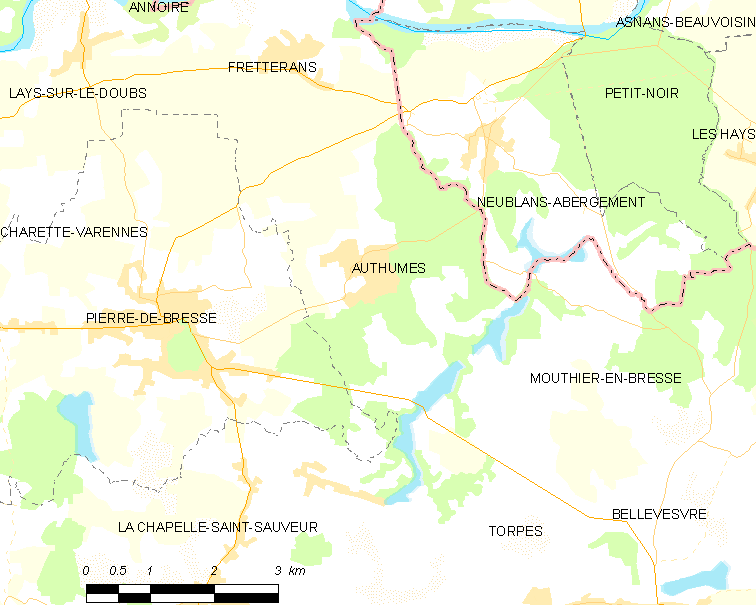
的OSM定位图

欧蒂姆的时区为UTC+01:00、UTC+02:00（夏令时）。

## 行政
欧蒂姆的邮政编码为71270，INSEE市镇编码为71013。

## 政治
欧蒂姆所属的省级选区为皮埃尔德布雷斯县。

## 人口

1962-2008年间人口变化图示

欧蒂姆于2022年1月1日时的人口数量为286人。